# Władimir Pietrow (wioślarz)
Władimir Wiktorowicz Pietrow (ros. Владимир Викторович Петров, ur. 27 kwietnia 1932) – rosyjski wioślarz reprezentujący ZSRR, brązowy medalista olimpijski.
Wystąpił na igrzyskach olimpijskich w Melbourne w 1956, gdzie razem z Ihorem Jemczukiem i Heorhijem Żylinem zdobył brązowy medal w dwójkach ze sternikiem. W finale uplasowali się o 4,9 sekundy za osadą USA i o 1,8 sekundy za osadą Wspólnej Reprezentacji Niemiec. Na tej samej imprezie wystartował także w ósemkach, jednak osada ZSRR odpadła w półfinałach. Były ot jego jedyne starty olimpijskie.
Ponadto zdobył złoto w ósemce na mistrzostwach Europy w Gandawie (1955) i srebro w dwójce ze sternikiem na mistrzostwach Europy w Gandawie (1955.